# Francis Otto Matthiessen
Francis Otto Matthiessen (Pasadena, 19 febbraio 1902 – 1º aprile 1950) è stato un critico letterario statunitense, influenzando i campi della Letteratura Americana e gli American Studies.

## Biografia
Professore ad Harvard, Matthiessen ebbe un profondo impatto su un'intera generazione di studiosi. Fu un noto sostenitore di cause liberal e politiche progressiste.
La sua opera più nota, American Reinassance (1941), analizzando autori del periodo aureo della letteratura americana come Emerson, Thoreau, Hawthorne, Melville e Whitman segnò un capitolo fondamentale di quegli American Studies che avrebbero avuto un significativo impatto sulla cultura italiana attraverso autori come Elio Vittorini e Cesare Pavese. La traduzione italiana, a cura dello scrittore Franco Lucentini, verrà pubblicata dalla casa editrice Einaudi nel 1954 col titolo Rinascimento americano.
Matthiessen, omosessuale, compagno di vita del pittore Russell Chiney (1881-1945), morì suicida nel 1950, anticipando di poche settimane quello stesso Pavese che aveva contribuito a diffondere in Italia la conoscenza della sua opera.

## Opere
- Sarah Orne Jewett, 1929.
- Translation: An Elizabethan Art, Cambridge, MA, Harvard University Press, 1931.
- The Achievement of T. S. Eliot: An Essay on the Nature of Poetry, 1935.
- Rinascimento americano. Arte ed espressione nell'età di Emerson e Whitman (American Renaissance: Art and Expression in the Age of Emerson and Whitman, 1941), a cura di Franco Lucentini, Torino, Einaudi, 1954.
- Henry James: The Major Phase, Oxford University Press, 1944.
- Russell Cheney, 1881-1945: A Record of His Work, Oxford University Press, 1947.
- The James Family: A Family Group (including Selections from the Writings of Henry James senior, William, Henry and Alice James), Alfred A. Knopf, 1947- posthumous, 1961.
- From the Heart of Europe, Oxford University Press, 1948.
- Theodore Dreiser, postumo, 1951
- Le responsabilità del critico (The Responsabilities of the Critic: Essays and Reviews, edited by John Rackliffe, 1952), traduzione di Lia Formigari, Milano, Feltrinelli, 1966.

### Curatele
- Henry James, Racconti di artisti (Stories of Writers and Artists, 1944), traduzione di Cesare Rusconi, Collana I Millenni, Torino, Einaudi, 2005.
- Herman Melville, Selected Poems, New Directions, 1944.
- Henry James, The American Novels and Stories, 1947.
- Henry James, I taccuini (The Notebooks, edited by Matthiessen and Kenneth B. Murdock, 1947), a cura di Ottavio Fatica, Roma, Theoria, 1986.
- The Oxford Book of American Verse, 1950.